# Сопіт (Яворівський район)
Со́піт — село в Україні, в Яворівському районі Львівської області. Населення — 131 особа. 
Орган місцевого самоврядування — Яворівська міська рада.
До ІІ Світової війни Сопіт Малий і Сопіт Великий були частинами села Радруж, яке належало до Равського повіту. За Сопотом тоді числилося 81 обійстя.